# تسلسل B.1.617
التحور بي 1.617 (بالإنجليزية: B.1.617 variant)‏ أو التسلسل بي 1.617 أو التسلسل B.1.617 (بالإنجليزية: Lineage B.1.617)‏؛ أحد تحورات فيروس كورونا المرتبط بالمتلازمة التنفسية الحادة الشديدة النوع 2، الفيروس المسبب لمرض فيروس كورونا 2019. اكتُشف هذا التحوّر للمرة الأولى في 5 أكتوبر 2020 في الهند. تفرع من هذا التسلسل ثلاثة متحورات، صُنّفت ما بين متحورات قيد التحقيق وأخرى مثيرة للقلق، وهي، متحورات دلتا وكابا وB.1.617.3

## الاسم
عرف هذا التحور بداية باسم «التحور الأول قيد التحقيق في أبريل 2021» (بالإنجليزية: The first Variant Under Investigation in April 2021)‏ واختصارًا باسم: «في يو آي - 202104/01» أو «VUI-21APR-01» وإعلاميًا باسم «التحور الهندي»، ثم أعيد تصنيفه لاحقًا ليصبح متحورًا مثيرًا للقلق «VOC-21APR-01»، وسرعان ما أظهرت الأبحاث إلى أنه ينقسم إلى ثلاثة متحورات، ليس «VOC-21APR-01» إلا أحد الثلاثة إلى جانب متحور دلتا الذي سمي «VOC-21APR-02» ومتحور B.1.617.3 الذي سمي «VUI-21APR-03».

## متحوراته
- متحور دلتا
- متحور كابا
- B.1.617.3

## عنه
يتميز «التسلسل B.1.617» أو «التحور بي 1.617» بأنه يحمل طفرتين مزدوجتين في كل متحوراته الثلاث، هما:
- الطفرة: «إي 484 كيو» (بالإنجليزية: E484Q)‏، وهي طفرة قريبة من الطفرة «إي 484 كي» (بالإنجليزية: E484K)‏ التي رُصدت في التحور الجنوب أفريقي والتحور البرازيلي والتحور النيويوركي، إلّا أن هذه الطفرة تميزت بكونها طفرة مزدوجة، إذ إضافة إلى ميزتها المساعدة لفيروس كورونا على التخفي المناعي أو الهروب من الأجسام المضادة، فهي أيضًا مساعدة له في سرعة الانتشار لأنها تقع داخل مجال ربط مستقبلات البروتين السكري لدخول الخلية، الذي يرتبط بمستقبلات إنزيم محول للأنجيوتنسين 2 في البشر، ما يزيد من قدرة فيروس كورونا على الارتباط بالمستقبل في الخلية المستهدفة.[2]
- الطفرة: «إل 452 آر» (بالإنجليزية: L452R)‏، تساعد الفيروس على الانتشار بسرعة أكبر إضافة إلى ميزة التخفي المناعي.[2][3]

لا تعد كل طفرة من هذه الطفرات المزدوجة ميزة خاصة بالتحور الهندي، إذ سبق رصد كل منهما في تحورات أخرى، الّا أن تواجد الطفرتين المزدوجتين معًا في نفس التحور هو المميز والفريد من نوعه والذي لم يسبق رصده في أي تحور آخر.